# Hebballi, Dharwad
Hebballi là một làng thuộc tehsil Dharwad, huyện Dharwad, bang Karnataka, Ấn Độ.